# Erweiterung Galenbecker See
Koordinaten: 53° 36′ 50″ N, 13° 43′ 28″ O
Das Naturschutzgebiet Erweiterung Galenbecker See liegt in den Landkreisen Vorpommern-Greifswald und Mecklenburgische Seenplatte in Mecklenburg-Vorpommern.
Das Gebiet erstreckt sich nordwestlich, nördlich, nordöstlich, östlich und südöstlich des Kernortes der Gemeinde Galenbeck und umschließt das 1031 ha große Naturschutzgebiet Galenbecker See mit dem 590 ha großen Galenbecker See – mit Ausnahme einer Lücke im Norden – fast vollständig. Am nordöstlichen und östlichen Rand des Gebietes verläuft die Landesstraße L 311 und südwestlich die L 312.

## Bedeutung
Das rund 863 ha große Gebiet steht seit 1993 unter der Kennung N 49B unter Naturschutz.